# Moirépatroon

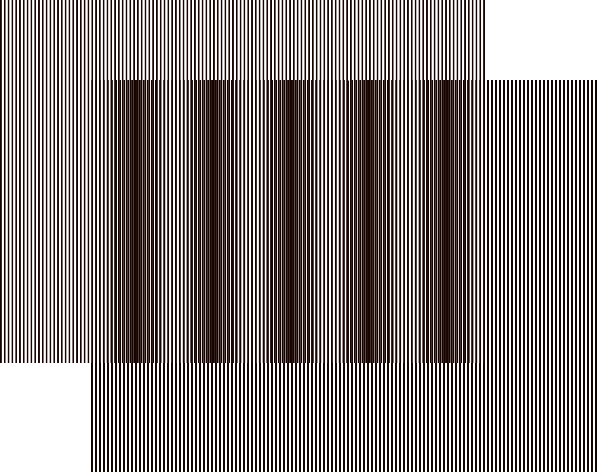
Moirépatroon door iets verschillende afstand van de lijnen

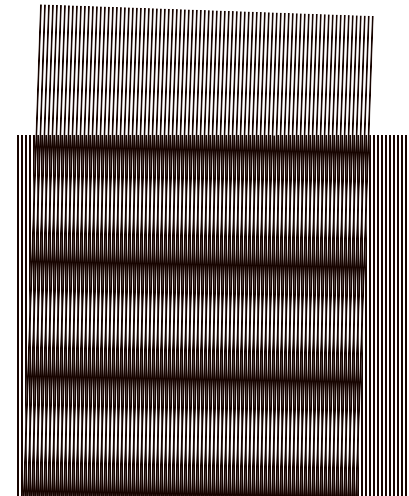
Moirépatroon door de lijnen onder een kleine hoek te zetten

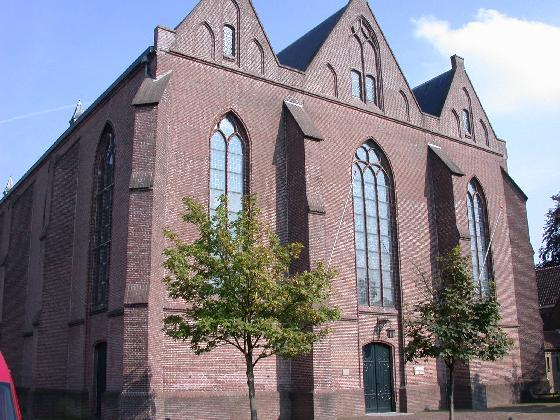
Moiré op een foto van een kerkgevel in Vianen

Een moirépatroon is een interferentiepatroon dat ontstaat als twee sets met lijnen over elkaar heen gelegd worden onder een iets verschillende hoek, of als zij een iets verschillende lijnafstand hebben. De term komt van het Franse moiré, oorspronkelijk een soort zijde, maar tegenwoordig ook wel van katoen of kunstzijde, met een waterachtig uiterlijk.

## Ontstaan
Moirépatronen kunnen ontstaan als meerdere gelijksoortige patronen op elkaar geprojecteerd worden, bijvoorbeeld als twee dunne stoffen (zoals zijde of vitrage) over elkaar heen worden gelegd, maar ook als een reeds gerasterde (kranten)foto nogmaals afgedrukt wordt en daarmee nogmaals gerasterd wordt, of als lijnen op papier of op een computerscherm worden getekend. Doordat de lijnen of punten van de twee rasters op sommige plaatsen naast elkaar staan en op andere plaatsen over elkaar heen vallen, ontstaat een patroon van lichte en donkere banden, die boven op de onderliggende lijnen geprojecteerd lijken. Complexere moirépatronen ontstaan als de lijnen gebogen zijn of niet volledig parallel lopen. Van moirépatronen wordt gebruikgemaakt in de op-art.

## Ongewenste effecten
Moirépatronen komen vaak voor als ongewenste neveneffecten van digitale beelden. Zo kan een moirépatroon optreden als de horizontale streepjes van een overhemd van een presentator op de televisie interfereren met de lijnen van de tv. Het moiré-effect is een speciaal geval van aliasing, dat ontstaat doordat er te weinig samples genomen worden van een fijn patroon.

## Nuttig gebruik
Moirépatronen kunnen sterk variëren bij slechts kleine veranderingen in de geometrie van beide rasters.

### Rekmeting
In de fabricagetechniek worden moirépatronen gebruikt om microscopische rek in materialen te vinden. Door het netwerk te deformeren ten opzichte van een referentie en dan het moirépatroon te meten, kunnen de spanningsniveaus en patronen van rek worden afgeleid. Dit is een aantrekkelijke techniek, omdat de zichtbaarheid van het moirépatroon veel groter is dan de afwijkingen die door het oprekken veroorzaakt worden.

### Bakens
Bij de navigatie van schepen bestaan er bakens die met een moirépatroon de afwijking van de gewenste koers aangeven. Dergelijke bakens staan bij bruggen, sluizen en havenhoofden om de ideale aanvaarroute te markeren. Het baken laat een ">>" patroon zien als het schip te ver naar links afwijkt en "<<" als het schip aan de rechterkant van de lijn zit. Als het schip op de lijn zit, is het patroon "||". Traditioneel werd dit met lichtlijnen gedaan, maar die vereisen twee bakens, uitgelijnd met de invaart en op een flinke afstand van elkaar, wat duurder en vaak onhaalbaar is.

### Drukwerk
Door gebruik van de exacte rasterhoeken (C 15°, K 45°, M 75° en Y 90 of 0°) is het moiré-effect bij digitaal drukken te vermijden en verkrijgt men een perfect resultaat.
Exacte rasterhoeken kunnen echter, in uitzonderlijke gevallen, ook een vorm van moiré vertonen, bijvoorbeeld bij het rasteren en drukken van gordijnpartijen in gedrukte foto's.  Hiervoor wordt meestal een andere technologie gebruikt, die erg duur is: kristalrasteren.  Bij het kristalrasteren worden ovale of ronde rasterpunten digitaal (al dan niet willekeurig) gescatterd.

### Fotografie
Moiré ontstaat bij het fotograferen van tv-beelden, omdat zowel het fototoestel als het tv-toestel scantechnieken via horizontale lijnen gebruiken bij de opbouw van het beeld, waardoor interferentie en moiré kan optreden. Men kan het vermijden door de camera onder een hoek van 30° op het beeldscherm te richten.

## Afbeeldingen

Moiré kan ontstaan door een set parallelle lijnen te roteren over eenzelfde set
Moirépatroon met rode en groene lijnen